# Феодоритово слово

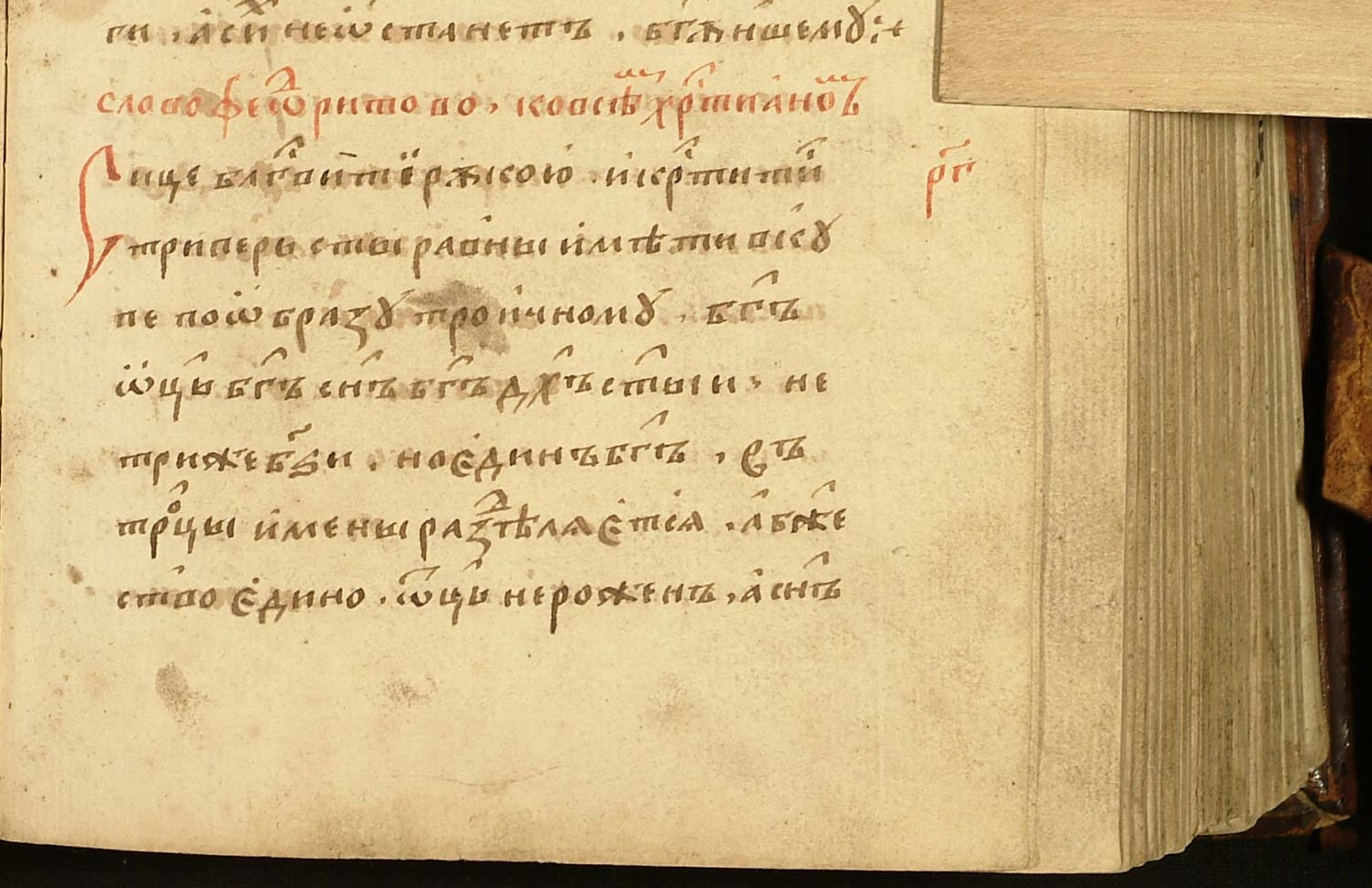
Слово Феодоритово «Измарагд и Сборник» 1582 год

Феодори́тово сло́во — небольшое сочинение, памятник древнерусской письменности, составленный на Руси неизвестным лицом, в котором изложено учение о том, что необходимо креститься двумя перстами. Долгое время считалось принадлежащим Феодориту Кирскому.

## История
Наиболее ранняя рукопись, в котором найдено данное сочинение, это сборник соловецкого архимандрита Досифея, написанный в 1460 году. В различных древнерусских сборниках это сочинение имеет разные названия: «Слово Феодоритово», «Толкование Феодоритово», «Слово Феодоритово ко всем христианом», «от Феодорита…», варианты: «святаго, епископа, архиепископа, патриарха, Кипрьскаго», в одном списке даже «Слово святаго Феодора».
По мнению Каптерева сочинение написано после Флорентийской унии, в то время когда православие греков русскими ставилось под сомнение, и сочинение написано с целью утвердить двоеперстие как православный обычай. Слово это не принадлежит Феодориту, епископу Киррскому; названо же оно «Словом Феодорита» вследствие желания автора показать, что важность сложения перстов для обозначения догматических мыслей засвидетельствована ещё Феодоритом в его рассказе о Мелетии (рассказ о Мелетии из Истории Феодорита был в древнерусской письменности также переделан под двоеперстие). Первая попытка обосновать при помощи Феодоритова слова единственное возможное перстосложение — двуперстие принадлежит митрополиту Даниилу. В 1551 году на Московском соборе Феодоритово слово было пересказано в 31 главе Стоглава и с этого года двоеперстие стало единственным, официально утверждённым перстосложением для крестного знамения на Руси.
Феодоритово слово в отредактированном виде (в самом начале Слова добавлена фраза: «вели́кий с двема́ ма́лыми вку́пе  слага́еми») было напечатано без названия в 1627 году в Москве, в тексте Катехизиса Лаврентия Тустановского, во второй главе «О Честнем Кресте Христове, и о знамении его, како достоит знаменатися крестным знамением», в качестве ответа на вопрос: „Ка́ко сие́ быва́ет скажи́ ми?“
После Церковной реформы патриарха Никона все сочинения, в которых было изложено учение о двоеперстии, включая Феодоритово слово, было объявлены еретическими. В полемике между старообрядцами и новообрядцами, начиная с середины XVII века, первые ссылались на Феодоритово слово. Обе стороны считали, что слово принадлежит Феодориту. Для того, чтобы утвердить троеперстие и обосновать еретичность двоеперстия в самом начале новообрядческих новоизданных Псалтырей печаталось глава о том как необходимо креститься православным. В этой главе говорится о том, что неизвестно какого Феодорита это Слово или Антиохийского или Кирского, и если последнего, то Феодорит Кирский был помощник Нестория, противник Эфесского собора и Кирилла и его сочинения были отвергнуты Пятым Вселенским собором, по этой причине нельзя верить Слову.
В дальнейшем взгляды на Феодоритово слово менялись, например, Макарий (Булгаков) считал, что в Феодоритовом слове изложено учение о двоеперстии с самого начала, а Голубинский считал, что в начале в Слове было изложено учение о троеперстии, которое затем переделали в двоеперстие..

### Тексты Слова Феодоритово в Интернете
- Троицко-Сергиевская лавра Официальный сайт, раздел: Рукописи, Главное собрание библиотеки Троице-Сергиевой лавры. Измарагд и Сборник 1582 год (Рукопись 794. (1899.) Измарагд и Сборник, полууст., XVI века, в четверть, 509 листов, первые ветхи лист 155)
- Слово Феодоритово в Викитеке